# José Manuel Pérez-Aicart
José Manuel Pérez-Aicart (Castellón, España; 3 de julio de 1982) es un piloto profesional de automovilismo español anteriormente especializado en Turismos y GT, que en los últimos años se ha proclamado tres veces campeón del Campeonato de España de Energías Alternativas y dos veces medallista de plata en los FIA Motorsport Games.

## Trayectoria

### Karting y monoplazas
José Manuel empezó en el karting con 7 años de edad. A finales de los 90 lograría sus mayores logros, siendo campeón de España de Karting en la categoría Yamaha en 1998 y subcampeón de la categoría Inter-A) en 1999.
En el año 2000 pasó a los Fórmulas de la mano de la escuela del Circuit Ricardo Tormo disputando la Fórmula Toyota Castrol 1300, siendo subcampeón sólo por detrás de su compañero de equipo Borja García. Subió al Campeonato de España de F3 el año siguiente, quedando tercero solo por detrás de Ander Vilariño y de Daniel Martín. En la temporada siguiente marchó a la Fórmula Nissan 2000 terminando cuarto para después volver a la Fórmula 3 Española el año siguiente terminando 5º y disputando a su vez 6 carreras en las World Series by Nissan con Adrián Campos Motorsport. En el año 2004 corre en categorías menores nacionales y en la Fórmula 3 Española disputa sólo 4 carreras. En la Temporada 2005 del Campeonato de España de F3 vuelve a disputar la temporada entera quedando subcampeón por detrás de Andy Soucek.

### GTs y Turismos
Cambiando de los fórmulas a los GT, sería subcampeón nuevamente al año siguiente con GTA Motor Competición, esta vez en el International GT Open y siendo quinto en el campeonato español de GT. En 2007 ganó la clase GTB del Campeonato GT Español, así como la Supercopa SEAT León. Fue recompensado por ganar la Supercopa, con una aparición única para SEAT Sport en el WTCC en 2008. Ese año también corrió en el español de GT y el International GT Open para SUNRED. 
Tras una breve desaparición de las parrillas, volvió en 2013 para disputar el Campeonato de España de Resistencia con Monlau Competición. En 2014 fue fichado por el SMP Racing para disputar las temporadas enteras del International GT Open, donde fue subcampeón en la clase GTS, y del CER, donde fue undécimo en la Clase 1. Con Baporo y Monlau siguió apareciendo por estas categorías, hasta lograr proclamarse vencedor de las 24H Touring Car Endurance Series con los TCR. En 2015 y 2016 venció en las únicas carreras que disputa en la Supercar Challenge, en la categoría Super GT. Tras ello volvió a aparecer en algunas ediciones de las 24 Horas de Barcelona.

### Energías Alternativas
Durante los últimos años se ha centrado en disputar los Campeonatos de España de Energías Alternativas, compuesto por los Eco Rallyes, donde ha logrado varios triunfos y proclamarse campeón en 2022, 2023 y 2024 junto a Javier Herrera como copiloto.

## Resumen de trayectoria
| Temporada | Series                                 | Escudería                            | Carreras | Victorias | Poles | VR | Podios | Puntos   | Pos.     |
| --------- | -------------------------------------- | ------------------------------------ | -------- | --------- | ----- | -- | ------ | -------- | -------- |
| 2000      | Fórmula Toyota Castrol 1300            | Escuela Circuit Comunitat Valenciana | 10       | 1         | 0     | 1  | 4      | 71       | 2.º      |
| 2001      | Campeonato de España de F3             | Escuela Lois Circuit                 | 12       | 2         | 0     | 1  | 4      | 107      | 3.º      |
| 2002      | Fórmula Nissan 2000                    | Escuela Lois Circuit                 | 14       | 2         | 1     | 1  | 6      | 122      | 4.º      |
| 2003      | Campeonato de España de F3             | Meycom Sport                         | 11       | 2         | 3     | 1  | 5      | 130      | 5.º      |
| 2003      | World Series by Nissan                 | Adrián Campos Motorsport             | 6        | 0         | 0     | 0  | 0      | 1        | 26.º     |
| 2004      | Campeonato de España de F3             | ECA Racing                           | 4        | 1         | 0     | 1  | 3      | Invitado | Invitado |
| 2005      | Campeonato de España de F3             | GTA Motor Competición                | 15       | 1         | 1     | 3  | 10     | 109      | 2.º      |
| 2006      | International GT Open - GTA            | GTA Motor Competición                | 15       | ?         | ?     | ?  | ?      | 69       | 2.º      |
| 2006      | Campeonato de España de GT - GTA       | GTA Motor Competición                | 15       | ?         | ?     | ?  | ?      | 104      | 4.º      |
| 2007      | International GT Open - GTA            | Escudería Bengala GTA                | 11       | 1         | 1     | ?  | 4      | 31       | 9.º      |
| 2007      | Campeonato de España de GT - GTB       | Roger Racing                         | 12       | 5         | 0     | ?  | 6      | 67       | 1.º      |
| 2007      | Supercopa SEAT León                    | Baporo Motorsport                    | 15       | 3         | 2     | 2  | 8      | 133      | 1.º      |
| 2007      | 24 Horas de Barcelona                  | Top Speed                            |          |           |       |    |        |          | 3.º      |
| 2008      | International GT Open                  | SUNRED                               | ?        | ?         | ?     | ?  | ?      | 42       | 20.º     |
| 2008      | Campeonato de España de GT - GTA       | SUNRED                               | 10       | 0         | 1     | 0  | 3      | 10       | 13.º     |
| 2008      | Supercopa SEAT León                    | Baporo Motorsport                    | 3        | 0         | 0     | 0  | 1      | 15       | 17.º     |
| 2008      | WTCC                                   | SEAT Sport                           | 2        | 0         | 0     | 0  | 0      | 0        | 26.º     |
| 2008      | 24 Horas de Barcelona                  | Top Speed                            |          |           |       |    |        |          | 2.º      |
| 2009      | 24 Horas de Barcelona                  | Top Speed - Baporo                   |          |           |       |    |        |          | 7.º      |
| 2013      | CER - Clase 1                          | Monlau Competición                   | 6        | 2         | ?     | ?  | 3      | 110      | 15.º     |
| 2013      | 24 Horas de Barcelona - A3T            | Monlau Competición                   |          |           |       |    |        |          | 6.º      |
| 2014      | International GT Open - GTS            | SMP Racing                           | 16       | 5         | 1     | 2  | 6      | 77       | 2.º      |
| 2014      | CER - Clase 1                          | SMP Racing                           | 8        | 1         | ?     | ?  | 3      | 184      | 11.º     |
| 2014      | 24 Horas de Spa - Pro-Am               | SMP Racing                           |          |           |       |    |        |          | NF       |
| 2015      | International GT Open - GT3 PROAM      | Baporo Motorsport                    | 4        | 0         | 0     | 1  | 0      | 4        | 14.º     |
| 2015      | Supercar Challenge - Super GT          | Monlau Competición                   | 1        | 1         | 0     | 1  | 1      | Invitado | Invitado |
| 2015      | Renault Sport Trophy - Elite           | Monlau Competición                   | 2        | 0         | 0     | 0  | 0      | Invitado | Invitado |
| 2016      | CER - Clase 1                          | Baporo Motorsport                    | 2        | 1         | ?     | ?  | 1      | 40       | 21.º     |
| 2016      | CER Long Distance - Clase 1            | Baporo Motorsport                    | 2        | 0         | ?     | ?  | 1      | 56       | 12.º     |
| 2016      | Supercar Challenge - Super GT          | Baporo Motorsport                    | 1        | 1         | 0     | 1  | 1      | Invitado | Invitado |
| 2017      | 24H Touring Car Endurance Series - TCR | Monlau Competición                   | 5        | 2         | ?     | ?  | ?      | ?        | 1.º      |
| 2018      | 24 Horas de Barcelona - TCR            | Monlau Competición                   |          |           |       |    |        |          | NF       |
| 2022      | FIA Motorsport Games - Kart Endurance  | Team Spain                           |          |           |       |    |        |          | 2.º      |
| 2024      | FIA Motorsport Games - Kart Endurance  | Team Spain                           |          |           |       |    |        |          | 2.º      |
| Fuente:   |                                        |                                      |          |           |       |    |        |          |          |

## Premios y reconocimientos
- Alé Vinarossenc 2006. [15]
- Premio al mérito local del Ayuntamiento de Vinaroz (2022).[16]